# Вилла Хойтельбек
Вилла Хойтельбек (нем. Villa Heutelbeck) — кирпичный особняк в городе Изерлон, построенный в 1924—1926 годах архитекторами Карлом Густавом Бензелем и Иоганном Кампсом для предпринимателя Отто Хойтельбека; является памятником архитектуры города.

## История и описание
Кирпичная вилла Хойтельбек располагается по адресу улица Tückwinkel, дом 7 в городе Изерлон (земля Северный Рейн-Вестфалия). Дом сложен из кирпича и содержит вставки из травертина (известкового туфа); он был построен в период с 1924 по 1926 год по проекту двух архитекторов — Карла Густава Бензеля и Иоганна Кампса — как резиденция местного предпринимателя Отто Хойтельбека. Здание стоит в центре просторного сада, устроенного террасами; простые кубические формы основного корпуса, завершающиеся плоской крышей, имеют высоту от одно этажа — в случае с хозяйственным крылом — до трех этажей над низовой гранью. В здании имеется и аркада, позволяющая добраться до верхних этажей (нем. Laubengang). Расположение кирпичных «кубов», из которых составлена вилла, такого, что оно обеспечивает освещение каждого жилого помещения как минимум с двух сторон. Расположения внутренних помещений классично для домов буржуазии своего времени: при этом в здании был предусмотрен центральный встроенный пылесос и сушильный шкаф для белья (нем. Wäschetrockenschrank), размещённый в подвале.